# Maksim Paskotši
Maksim Paskotši (ur. 19 stycznia 2003 w Tallinnie) – estoński piłkarz grający na pozycji obrońcy w Grasshopper Club Zürich.

## Kariera klubowa
Karierę rozpoczął w SK Everest Tallinn, z którego w 2014 roku przeszedł do JK Tallinna Kalev. W 2018 roku został zawodnikiem Flory Tallinn, z którą zdobył Puchar Estonii w 2020 roku (wystąpił tylko w meczu półfinałowym z FC Elva, wygranym 4:2). We wrześniu 2020 podpisał trzyletni kontrakt z Tottenhamem Hotspur, dołączając do młodzieżowej drużyny tego klubu. 19 sierpnia 2021 zadebiutował w pierwszej drużynie tego klubu w przegranym 0:1 meczu Ligi Konferencji z FC Paços de Ferreira. We wrześniu 2023 podpisał trzyletni kontrakt z Grasshopper Club Zürich.

## Kariera reprezentacyjna
Młodzieżowy reprezentant Estonii. W seniorskiej kadrze zadebiutował 24 marca 2021 w przegranym 2:6 meczu z Czechami.

## Osiągnięcia
- Puchar Estonii: 2020